# Daïras de la wilaya de Ghardaïa
La wilaya de Ghardaïa est composée de huit  daïras (circonscriptions administratives), pour un total de dix communes.

1. Ghardaïa • 2. El Meniaa • 3. Metlili • 4. Berriane • 5. Daïa Ben Dahoua • 6. Mansoura • 7. Zelfana • 8. Guerrara • 9. Bounoura

## Daïras de la wilaya de Ghardaïa
- Daïra de Ghardaïa. Commune : Ghardaïa
- Daïra de Metlili. Communes : Metlili, Sebseb
- Daïra de Berriane. Commune : Berriane
- Daïra de Daïa Ben Dahoua. Commune : Dhayet Bendhahoua
- Daïra de Mansoura (Ghardaïa). Commune : Mansoura (Ghardaïa)
- Daïra de Zelfana. Commune : Zelfana
- Daïra de Guerrara. Commune : El Guerrara
- Daïra de Bounoura. Communes : Bounoura, El Atteuf